# Touro (Vila Nova de Paiva)
Touro es una freguesia portuguesa del concelho de Vila Nova de Paiva, con 47,75 km² de superficie y 1.247 habitantes (2001). Su densidad de población es de 26,1 hab/km².